# Skane Jet
Die Skane Jet ist eine als Katamaran gebaute Schnellfähre der deutschen Reederei FRS.

## Geschichte
Das Schiff wurde 1997/1998 auf der australischen Werft InCat Australia Pty. Ltd. als Cat Link V gebaut. Die Kiellegung fand am 13. Oktober 1997, der Stapellauf am 13. Juni 1998 statt. Die Fertigstellung erfolgte im Juni 1998.
Der Katamaran wurde zunächst für einen Rekordversuch eingesetzt (siehe weiter unten) und danach an Scandlines geliefert, und von Juli 1998 bis Januar 1999 durch Cat-Link auf der Strecke zwischen Aarhus und Kalundborg einsetzte. Anschließend setzte Molslinjen das Schiff als Mads Mols ein. Von April 1999 bis Juli 2005 verkehrte der Katamaran zwischen den Häfen Aarhus Havn und Odden Færgehavn.
Im November 2005 wurde die Schnellfähre an Master Ferries verkauft und in Master Cat umbenannt. Diese setzte sie auf der Strecke Hanstholm–Kristiansand ein und verband damit Dänemark und Norwegen durch die schnellste Schiffsverbindung zwischen den beiden Ländern. Das Schiff bewältigte die Strecke in zwei Stunden.
2008 wurde das Schiff im Zuge des Zusammenschlusses von Master Ferries und der norwegischen Fjord Line in Fjord Cat umbenannt und kam am 13. März 2008 unter die Flagge Dänemarks. Bald darauf musste Fjord Line die Verbindung aus juristischen Gründen einstellen: Kristiansands Hafengesellschaft machte eine ganzjährige Benutzung des Hafens zur Voraussetzung für das nur in den Sommermonaten eingesetzte Schiff. Das Schiff lag nun vorübergehend außerhalb des Hafens an einem Kai in Kristiansand. Nach einem längeren Rechtsstreit zwischen Fjord Line und der Stadt Kristiansand verkehrte das Schiff seit dem Frühjahr 2010 von April bis September im regelmäßigen Linienbetrieb auf der Strecke Hirtshals in Dänemark nach Kristiansand in Norwegen und stellte auch preislich eine Alternative zur SuperSpeed 1 der Reederei Color Line dar, die bis dato eine Monopolstellung der Route innehatte. Eine Fährfahrt mit der Fjord Cat zwischen beiden Häfen dauerte dabei 2¼ Stunden.
Im Laufe des Jahres 2020 sollte die Fjord Cat auf ihrer Route von Hirtshals nach Kristiansand durch den deutlich größeren Katamaran Fjord FSTR ersetzt werden. Bedingt durch die Corona-Pandemie verzögerte sich jedoch dessen Ablieferung, so dass Fjord Line die Linie Hirtshals–Kristiansand bis zur Ablieferung einstellte.
Unter dem Namen Skane Jet fuhr das Schiff seit September 2020 für die Förde Reederei Seetouristik (FRS Baltic GmbH). Zunächst wurde die Route von Sassnitz-Mukran nach Ystad in Schweden bedient. Seit April 2023 wurde statt Ystad Trelleborg angelaufen, so dass die Skane Jet nun die klassische Königslinie bediente. Ende September 2024 wurde die Fährverbindung eingestellt.

## Rekord
Im Juli 1998 schaffte die Cat Link V die Strecke zwischen New York (Vereinigte Staaten) und Bishop Rock (England) innerhalb von 2 Tagen, 17 Stunden und 59 Minuten. Die Durchschnittsgeschwindigkeit bei der Atlantiküberquerung war 41,025 Knoten (= 75,98 km/h). Damit erfüllte das Schiff grundsätzlich die Voraussetzungen zum Erwerb des Blauen Bandes der Hales Trophy, allerdings wurde die Entscheidung aufgrund der Bauform des Schiffes (Katamaran statt klassische Schiffsbauform mit einem Rumpf) sowie der Tatsache, dass kein regelmäßiger Liniendienst auf der Strecke zwischen New York und Bishop Rock stattfindet, kontrovers diskutiert und schließlich gerichtlich beschieden.

## Havarie
Am Morgen des 20. Juli 2008 stieß die Fjord Cat beim Auslaufen aus dem dänischen Fährhafen Hanstholm mit der Mole zusammen, nachdem sie einem fehlfahrenden Segelboot ausgewichen war. Verletzt wurde niemand. Das Schiff wurde so stark beschädigt, dass bis zur Reparatur alle Fahrten vorübergehend abgesagt werden mussten. Provisorisch repariert nahm es jedoch kurze Zeit später den Fährbetrieb wieder auf.

## Technische Daten und Ausstattung
Der Katamaran wird von vier Ruston 20RK-270M MKII Dieselmotoren mit jeweils 7080 kW Leistung angetrieben. Diese wirken auf vier Wasserstrahlantriebe, welche durch ein Renk ASL60 Reduktionsgetriebe mit den Hauptmaschinen verbunden sind. Die Geschwindigkeit des Schiffes ist mit 44 kn angegeben. Für die Stromerzeugung stehen vier Caterpillar Dieselgeneratoren zur Verfügung.
Das Schiff ist in drei Klassen unterteilt, Business, Premium Economy und Economy, von denen Business und Premium Economy mit identischen Sitzen ausgestattet sind. An Bord gibt es ein Buffetrestaurant und ein Café.

## Belege
1. ↑  Flagger ut «Fjord Cat», Fædrelandsvennen, 4. April 2008
2. ↑  Pressemitteilung von Fjordline, 20. Oktober 2008
3. ↑  Fjord Line ordert Neubau bei Austal. Fähren-Aktuell, 18. August 2017, abgerufen am 18. August 2017.
4. ↑  „Königslinie“ zwischen Sassnitz und Südschweden wiedereröffnet. 18. September 2020, abgerufen am 19. September 2020.
5. ↑  In nur 2 Stunden und 30 Minuten nach Schweden: FRS rettet die Königslinie. Pressemeldung. FRS, 26. Juni 2020, abgerufen am 30. Juni 2020.
6. ↑  Mit High-Speed von Sassnitz nach Trelleborg reisen. Pressemeldung. FRS Baltic, 7. September 2022, abgerufen am 9. September 2022.
7. ↑  The Trelleborg-Sassnitz route with FRS Baltic starts on 1 April. Shippax, 30. März 2023, abgerufen am 13. April 2023.
8. ↑  NDR: Nach vier Jahren: Fährverbindung zwischen Rügen und Schweden wird eingestellt. Abgerufen am 25. September 2024.
9. ↑  Incat Sells 91 Metre Wave Piercing Catamaran – New Norwegian Operator acquires former ‘Mads Mols’ for low cost operation. Pressemitteilung. Incat Australia, 9. Januar 2006, abgerufen am 13. Juli 2020.